# Vezmedar
Vezmedar (persiska: وزمدر, وَزمَدَرِ بالا وَ پائين, وِزمادار) är en ort i Iran.   Den ligger i provinsen Lorestan, i den centrala delen av landet, 300 km sydväst om huvudstaden Teheran. Vezmedar ligger 1 889 meter över havet och antalet invånare är 142.
Terrängen runt Vezmedar är varierad. Runt Vezmedar är det ganska glesbefolkat, med 29 invånare per kvadratkilometer. Närmaste större samhälle är Aznā, 11,9 km nordost om Vezmedar. Trakten runt Vezmedar består till största delen av jordbruksmark.